# Strangalomorpha marginipennis
Strangalomorpha marginipennis är en skalbaggsart som beskrevs av Hayashi och Jean François Villiers 1989. Strangalomorpha marginipennis ingår i släktet Strangalomorpha och familjen långhorningar.
Artens utbredningsområde är Taiwan. Inga underarter finns listade i Catalogue of Life.